# Château de Pontchartrain
 (octobre 2018).
Si vous disposez d'ouvrages ou d'articles de référence ou si vous connaissez des sites web de qualité traitant du thème abordé ici, merci de compléter l'article en donnant les références utiles à sa vérifiabilité et en les liant à la section « Notes et références ».
Le château de Pontchartrain est situé sur la commune de Jouars-Pontchartrain, dans le département des Yvelines, en France.
L'extrémité ouest du domaine (au-delà de l'étang) se situe sur la commune du Tremblay-sur-Mauldre.

## Localisation
Le château se trouve au sud de l'agglomération principale, le long de la route départementale 15 (village de Pontchartrain au nord, hameau de Jouars et Maurepas au sud).

## Histoire
Dès 1325 ou 1330 un manoir est mentionné à Pontem Cartonencem qui deviendra Pontchartrain.
Au XVIe siècle, ce manoir, qui pouvait se situer à l'emplacement de l'aile droite du château, fut probablement abandonné aux fermiers tandis qu'une nouvelle demeure était édifiée sur l'emplacement de l'actuelle aile gauche.
En 1598, il fut acquis par Antoine de Buade de Frontenac, « capitaine des châteaux de Saint-Germain-en-Laye, Saint-James et La Muette ». Le fils, Henri de Buade de Frontenac, époux d'Anne Phélypeaux, vend Pontchartrain en 1609 à l'un des oncles de celle-ci.

### Les premiers Phélypeaux
Paul Phélypeaux de Pontchartrain, conseiller du Roi en 1610, devient donc le fondateur de la branche de Pontchartrain de la maison Phélypeaux qui conservera le domaine de Pontchartrain durant presque deux siècles.
Son fils Louis Ier Phélypeaux fait édifier les principales constructions entre 1633 et 1662, dont l'attribution à François Mansart n'est pas fondée.

### Le chancelier Pontchartrain et son fils
« [Le chancelier Pontchartrain,] très petit homme maigre, d'où sortaient sans cesse des étincelles de feu et d'esprit
Saint-Simon). »

Louis II Phélypeaux de Pontchartrain, contrôleur des Finances en 1689, chancelier en 1699, dit aussi le « chancelier de Pontchartrain », prend le nom de cette terre où il fait travailler François Romain et André Le Nôtre pour modifier le château et dessiner en 1693 un magnifique parc. On peut voir au Petit château de Sceaux deux grands tableaux de Pierre-Denis Martin, peints vers 1700, qui représentent, en vue cavalière, le château de Pontchartrain et ses jardins.
En 1689, il avait fait retirer du tombeau familial (édifié vers 1622 dans la chapelle des Trépassés de l'église Saint-Germain-l'Auxerrois de Paris) le buste en bronze de son grand-père Paul Phélypeaux. Il avait fait apporter au château ce buste, attribué à Francesco Bordoni et daté de 1610, et l'avait placé à côté d'un buste en bronze de Henri IV. Cela permit à cette œuvre d'échapper aux fontes de métaux précieux ordonnées par le roi à la fin de son règne. Mentionné sur place dans un inventaire de 1714, le buste de Paul Phélypeaux réapparaîtra bien plus tard, par le hasard d'un autre inventaire chez un particulier.
Veuf en 1714 et « accablé de chagrin », Louis II Phélypeaux de La Vrillière se démet de toutes ses charges - « ce qui, de l'avis de ses contemporains, ne s'était jamais vu » écrit son ami Saint-Simon - et se retire à Pontchartrain, où il meurt en 1727.
Son fils unique Jérôme Phélypeaux de Pontchartrain est secrétaire d'État à la Maison du Roi et à la Marine - ce qui lui valut de voir donner son nom, en 1699, au lac Pontchartrain (Louisiane, États-Unis). Selon Saint-Simon qui le détestait mais avait néanmoins assisté, en 1713, à son remariage au château, c'était quelqu'un « dont la joie était de rendre de mauvais offices et qui amusait le Roi des délations de Paris ».
En 1715, après la mort de Louis XIV, il continue d'assister au Conseil pour... « y moucher les bougies », avant que le mémorialiste n'obtienne du Régent son exil à Pontchartrain. En 1738, il fait transformer le corps de logis en fond de cour.

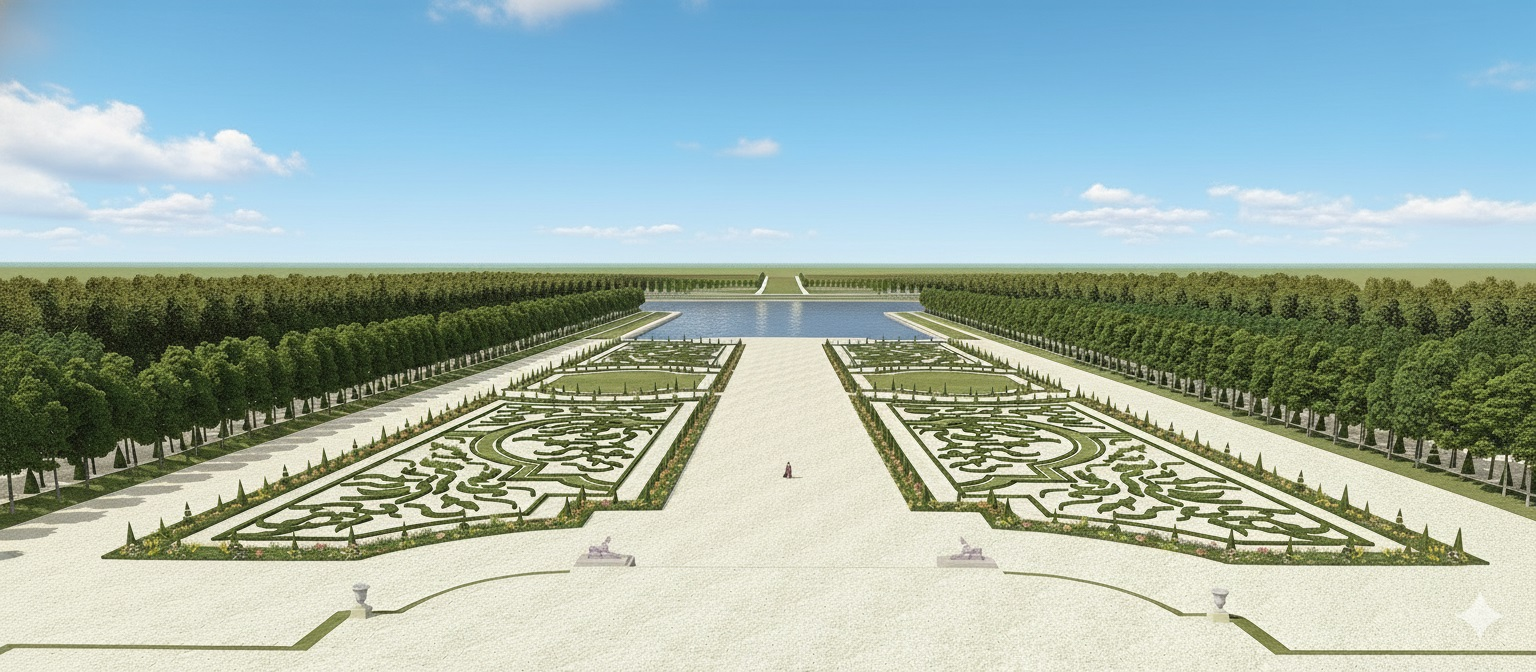
Restitution 3D de la grande perspective des jardins du château de Pontchartrain, début du XVIIIe siècle.
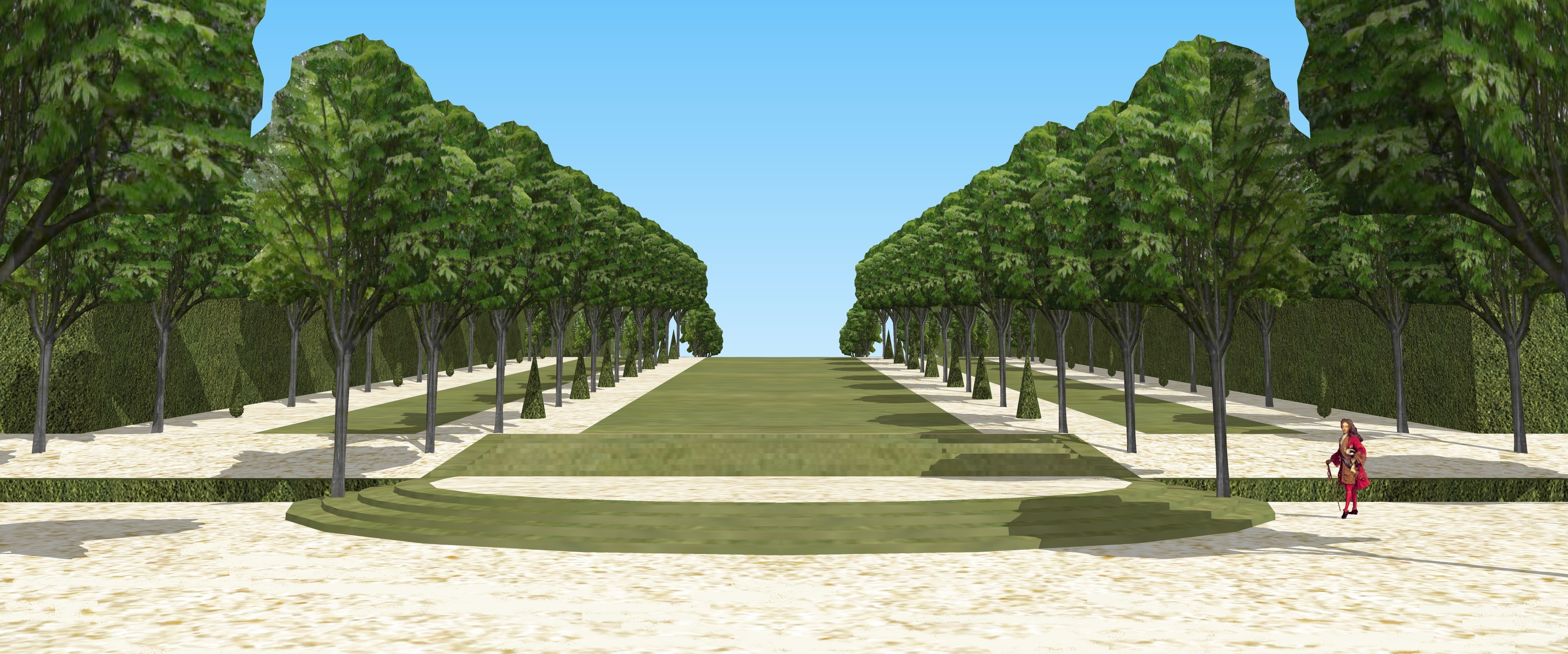
Schéma 3D de l'allée qui monte aux jardins hauts de Pontchartrain, vers 1700.
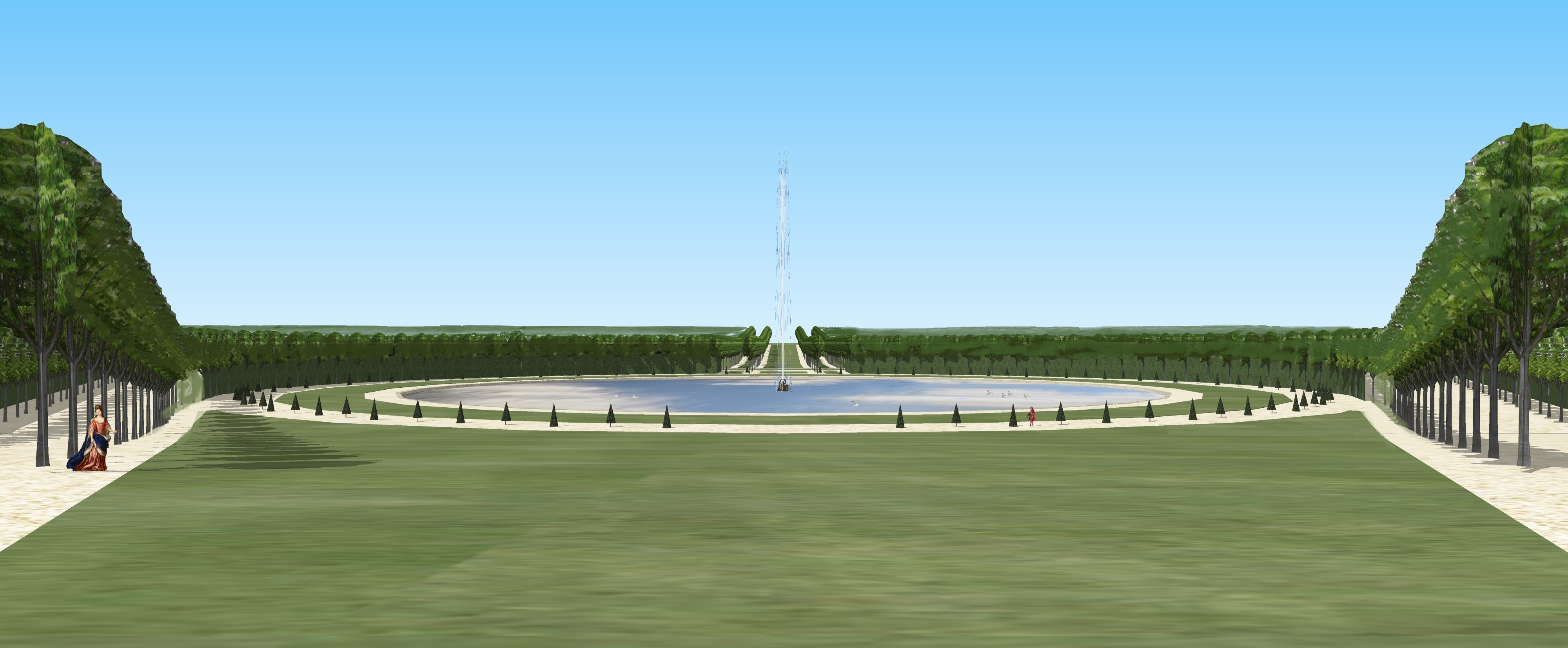
Vue sur le rond d'eau depuis le banc placé dans l'axe, début du XVIIIe siècle.

### «Le Faquinet»
À sa mort, en 1747, le domaine passe à son fils Jean-Frédéric Phélypeaux de Maurepas, comte de Maurepas, surnommé « le Faquinet », qui succède à 22 ans à son père comme secrétaire d'État.
Confident de Louis XV, protecteur de ses parentes, les cinq sœurs de Mailly-Nesle dont quatre devinrent les maîtresses du roi, il est disgracié en 1749 pour une chanson moquant Madame de Pompadour, puis rappelé en 1774 par Louis XVI, à qui il s'impose au poste de Premier ministre.
Lorsqu'il décède en 1781, âgé de 80 ans et sans descendance, Pontchartrain passe à sa nièce Adélaide Diane Hortense Mazarini-Mancini, mariée à Louis Hercule Timoléon de Cossé-Brissac, duc de Brissac.
Durant la Terreur, le domaine, qui représenta à cette époque 7974 hectares, est placé sous séquestre, avant d'être restitué à sa propriétaire.

### Les d'Osmond
En 1801 la duchesse de Brissac vend Pontchartrain à l'industriel et spéculateur Claude-Xavier Carvillon des Tillières, un des chefs de la « Bande Noire », syndicat d'affairistes enrichis pendant la Révolution par la spéculation sur les « biens nationaux ».
Il fait transformer les jardins à la française en parc à l'anglaise par le paysagiste alors en vogue Louis-Martin Berthault.
À sa mort en 1812, sa fortune, comprenant un important patrimoine foncier, passe à sa fille, Aimée Carvillon des Tillières, mariée en 1817 avec le comte puis marquis (1838) Rainulphe d'Osmond, aide de camp du duc d'Angoulême.
La sœur de Rainulphe, Adèle de Boigne, évoque la bibliothèque de Pontchartrain dans ses mémoires.
Le peintre Jean-Baptiste Isabey, qui fut le professeur de dessin et un des familiers de Mme d'Osmond, eut sa chambre au château, dont il réalisa en 1815 des vues de l'intérieur ; d'autres ont orné le guéridon en ébène attribué à Georges Jacob (ébéniste) vers 1820 (coll. D. Aaron) reproduit par Alexandre Pradère, qui indique que « les collections du château » furent vendues aux enchères publiques à Drouot le 9 février 1884.
Dans ses Souvenirs, Madame de La Briche décrit le séjour qu'elle fit à Pontchartrain en 1829.

### La Païva, célèbre courtisane du Second Empire
En 1857 le fils de la marquise d'Osmond vend le domaine au comte Guido Henckel von Donnersmarck, qui le destine à sa maîtresse, Esther ou Thérèse Lachmann, dite la Païva à la suite de son mariage en 1851 avec le riche « marquis » Aranjo de Paiva, prétendu cousin de l'ambassadeur du Portugal à Paris.
Ce jeune et riche industriel prussien, cousin de Bismarck, fait restaurer la demeure par l'architecte Pierre Manguin ; sa maîtresse le fait redécorer, fait aussi remanier le parc où elle crée des percées et implante des essences rares ; les paysans locaux se scandalisent de la voir galoper dans le parc habillée en homme.

« Au château, chez Madame de Paiva, il y a (d'après M. Paul Lacroix) deux grands tableaux représentant une chasse et une arrivée de Louis XIV, dans lesquels figure Mme de Montespan. »

Ayant fait dissoudre son mariage avec le marquis de Paiva mais conservant son nom et son titre, « La Paiva » épouse en 1871 le comte Henckel von Donnersmark et revient à Pontchartrain, où elle remplace ses serviteurs par du personnel allemand.
En 1877, elle part pour Neudeck, en Silésie, aujourd'hui Swierklaniec (Pologne), où elle vient d'achever avec son époux la construction, par l'architecte français Hector Lefuel, du château de Neudeck, un majestueux palais inspiré par Pontchartrain. Elle mourra en 1884 dans cette demeure, disparue après la Seconde Guerre mondiale.

### Les Dreyfus de Villahermosa
L'occupation prussienne de 1870 laisse intact Pontchartrain, propriété d'un influent prussien, le comte de Donnersmarck.
Veuf en 1884, celui-ci le vend en 1888 avec un domaine forestier réduit à 1 200 hectares, au financier, industriel et collectionneur Auguste Dreyfus, qui passait en son temps pour l'homme le plus riche du monde, et à son épouse depuis 1873, dona Luisa González de Andia y Orbegoso (1847-1924), marquise de Villahermosa et comtesse de Premio Real, petite-fille du côté maternel de S.E Luis José de Orbegoso y Moncada, maréchal des Armées, devenu président de la République du Pérou en 1833.
Le très mondain Gabriel-Louis Pringué, un de ses familiers, qui ne dit mot de son époux, mentionne ses ancêtres conquistadors espagnols dont Hernán Cortés, marquis de Valle de Oaxaca et vainqueur de l'empereur Moctezuma II, puis les gouverneurs et vice-rois du Pérou, et lui attribue un rôle diplomatique occulte avant le vote de la loi sur les Congrégations (8 juillet 1904) :

« Elle avait réuni le Père Dulac et Waldeck-Rousseau qui, par (son) entremise secrète mais puissante, était parvenu à une sorte de traité confidentiel avec le pape Léon XIII, qui stabilisait toutes choses (...). Avant son départ pour Rome, elle réunit dans le secret au château tous les supérieurs des communautés françaises et avait décidé avec eux de la ligne à suivre pour parvenir à un accord possible avec l'autorité papale (...) La mort de W.R. (10 août 1904) accéléra la guerre anti-religieuse que préconisait M. Combes, qui détruisit son œuvre médiatrice" (celui-ci fera interdire toute forme d'enseignement aux congrégations) »

, 
et décrit ainsi son mode de vie quasi-royal à Pontchartrain :

« Plus un palais qu'un château par son aspect, son aménagement intérieur et le train vraiment fabuleux qu'y tenait la marquise (…) qui rappelait la vie madrilène des grands d'Espagne. Pour lui parler, il était nécessaire de demander audience à sa dame d'honneur, Mlle de Beauroire. Elle s'habillait un peu comme un portrait de Velazquez, toujours vêtue de noir, le cou enroulé de tulles qui laissaient entrevoir cinq rangs de grosses perles blanches, remplacées le soir par des diamants en triples rivières (…). On était introduit dans le grand boudoir rempli de tableaux de Velazquez, Goya, Rubens, aux boiseries du XVIIIe siècle, (où) elle travaillait avec ses secrétaires parmi les objets précieux, conversant avec d'importants hommes d'affaires venus de Paris car elle possédait au Pérou des mines d'émeraudes et au Chili, avec qui elle était en procès depuis un demi-siècle, ces fameuses îles recouvertes de guano (…) dont elle avait eu jusqu'alors le monopole. Elle apparaissait vers midi dans le hall, coiffée d'un grand chapeau de tulles noirs, puis montait dans une grande victoria tirée par de grands chevaux noirs, avec cocher et valet de pied en grande tenue, pour aller voir son jardin potager. Nous passions au trot devant les parterres réguliers et odorants et franchissions les deux grilles de fer forgé (…) examinant les fruits, les fleurs, les légumes, que les jardiniers suivis de leurs aides venaient lui présenter sur de grands plateaux d'argent. Elle sortait l'après-midi pour faire une longue promenade dans la campagne, toujours avec ses chevaux, ne se servant de son automobile que pour aller à Dreux ou à Paris. On avait la sensation de vivre à l'époque de Louis XIV. Chaque dimanche, un Père Blanc venait de Paris pour célébrer à midi une messe dans la chapelle. La marquise et ses deux filles, coiffées de mantilles espagnoles, allaient prendre place dans leur loge doublée de velours rouge (…). La table de la salle à manger était pendant les repas recouverte de grands paons d'or ouvragés qui contenaient des fruits magnifiques, des friandises parfumées à la rose et à la violette, et le surtout se composait d'orchidées rares parvenant des serres du château, le jardinier les recevant directement des forêts du Brésil. »

Auguste Dreyfus, marquis consort de Villahermosa, concessionnaire unique de l'État péruvien pour l'exploitation et la vente du guano contre le service de la dette du pays, en acquit le monopole. Proche des républicains Jules Grévy, qui fut un de ses premiers défenseurs  - il employa 54 avocats sur 3 procès - et Pierre Waldeck-Rousseau, qu'il désigna comme exécuteur testamentaire en 1890.
L'importante collection d'art qu'il réunit dans son hôtel parisien du 5, avenue Ruysdaël, fut vendue aux enchères à Paris en juin 1896 ; sa veuve y vécut jusqu'en 1924.
Il fait transformer et agrandir le château par l'architecte Émile Boeswillwald et retracer un jardin à la française à l'aide de cent dix jardiniers sous la houlette d'Achille Duchêne qui avait conçu les jardins du château de Vaux-le-Vicomte, du château de Breteuil et en Angleterre ceux du duc de Marlborough. Les jardins initiaux avaient été créés à la fin du XVIIe siècle par Le Nôtre.
En 1932 ses enfants, don Luis Gonzalez de Andia y Dreyfus, marquis de Villahermosa, don Eduardo Gonzalez de Andia y Dreyfus, comte de Premio Real, et leur sœur la comtesse de Lirot vendent le domaine à la famille Lagasse, éleveurs de bovins.

### Les Lagasse
En 1940 les nouveaux propriétaires font ouvrir au rez-de-chaussée du pavillon central (axial) du château un passage voûté débouchant sur un large escalier-perron reliant la cour d'honneur aux jardins; à cette époque, il appartenait, « après maintes tribulations » à Madame Lagasse. D'autres photos des intérieurs ont illustré un article de Lacaze relatif à la vente du château, publié en ligne dans La Tribune de l'Art (cf. bibliographie).
Vers 1970 l'intégrité du domaine fut menacée à la fois par un projet de déviation de la RN 12 qui faisait traverser le bourg à 20 000 véhicules par jour, et par un projet de zone d'aménagement concerté visant à bâtir 1000 logements dans la plaine et le parc.
Quant au château lui-même, quoique protégé avec ses dépendances au titre des Monuments historiques fin 1979, « saccagé, il menaçait de s'écrouler », selon le témoignage d'un agent de l'Équipement, qui évoquait même son éventuel transfert à l'État.

### Société immobilière

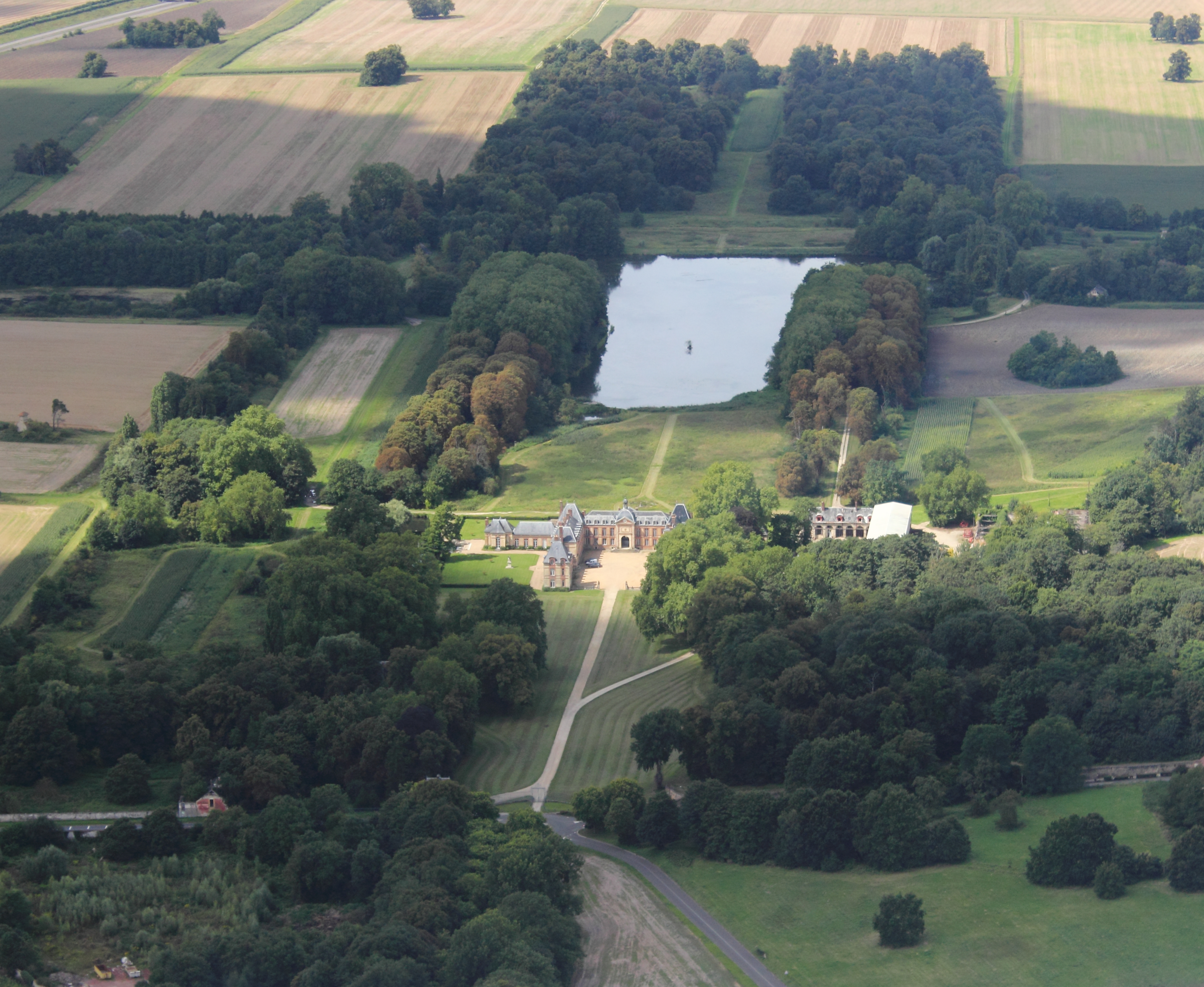

Vers 2015, la vue d'avion ci-contre (non datée) montre la longue aile reliant les deux parties des immenses communs à droite du château recouverte d'une sorte de « parapluie » en tôle pour la protéger des intempéries.
En 2019 le château est vendu à la société immobilière Azurel, qui souhaite y mener un projet immobilier, conservant les façades et le décor intérieur mais transformant l'édifice en appartements. Ce projet suscite l'opposition de riverains et de défenseurs du patrimoine,.
Le parc de 60 hectares est appelé à devenir un espace vert communal et le bâti à être divisé en 68 appartements « de standing » et 18 logements sociaux.
Le mobilier resté sur place, comprenant « des trésors conservés sur place parfois depuis trois siècles », est alors vendu aux enchères publiques par Sotheby's et à l'hôtel Drouot ; les 20 lots d'objet d'art comprenaient, outre les deux vues topographiques de Martin précitées : un buste de Neptune en marbre blanc attribué à  l'entourage de Coysevox (vers 1700), peut-être une commande de Louis II Phelypeaux  dit « le chancelier de Pontchartrain », secrétaire d'État à la Marine de 1690 à 1699 (vendu 372 500 euros), un groupe sculpté de George Jacquot daté vers 1833 (vendu 212 500 euros) et un Paysage de tempête, tableau de Joseph Vernet « acquis tardivement » (vendu 143 750 euros).
Le fonds de maison, qui fut lui dispersé par Auction Art à Paris/Drouot le 18 novembre 2019, comptait une série de fauteuils et 10 chaises d'époque Louis XVI, des lustres du XVIIIe siècle et un lot de boiseries et d'éléments décoratifs des XVIIe et XIXe siècles « provenant de décors démontés du bâtiment » (son aile Nord ?) ; en même temps, un « vide-greniers-braderie » fut organisé sur place.
Quant au reliquat des archives - en dehors de ce qui est conservé aux Archives nationales et aux Archives départementales des Yvelines - il fut acquis en lot (5 250 euros) par les AD des Yvelines, avec le plan du jardin précité, et un projet de replantation du parc établi le 18 octobre 1912 pour la marquise de Villahermosa (Mme Dreyfus) par l'architecte-paysagiste parisien L. Colin. Cet ensemble comprenait des contrats de 1744, 1745 et 1784, des pièces relatives à l'exploitation du domaine à l'époque du comte d'Osmond (vers 1840), 19 plans du château et de ses jardins, certains aquarellés, et des pièces comptables de l'époque de Mme de Païva.

## Architecture

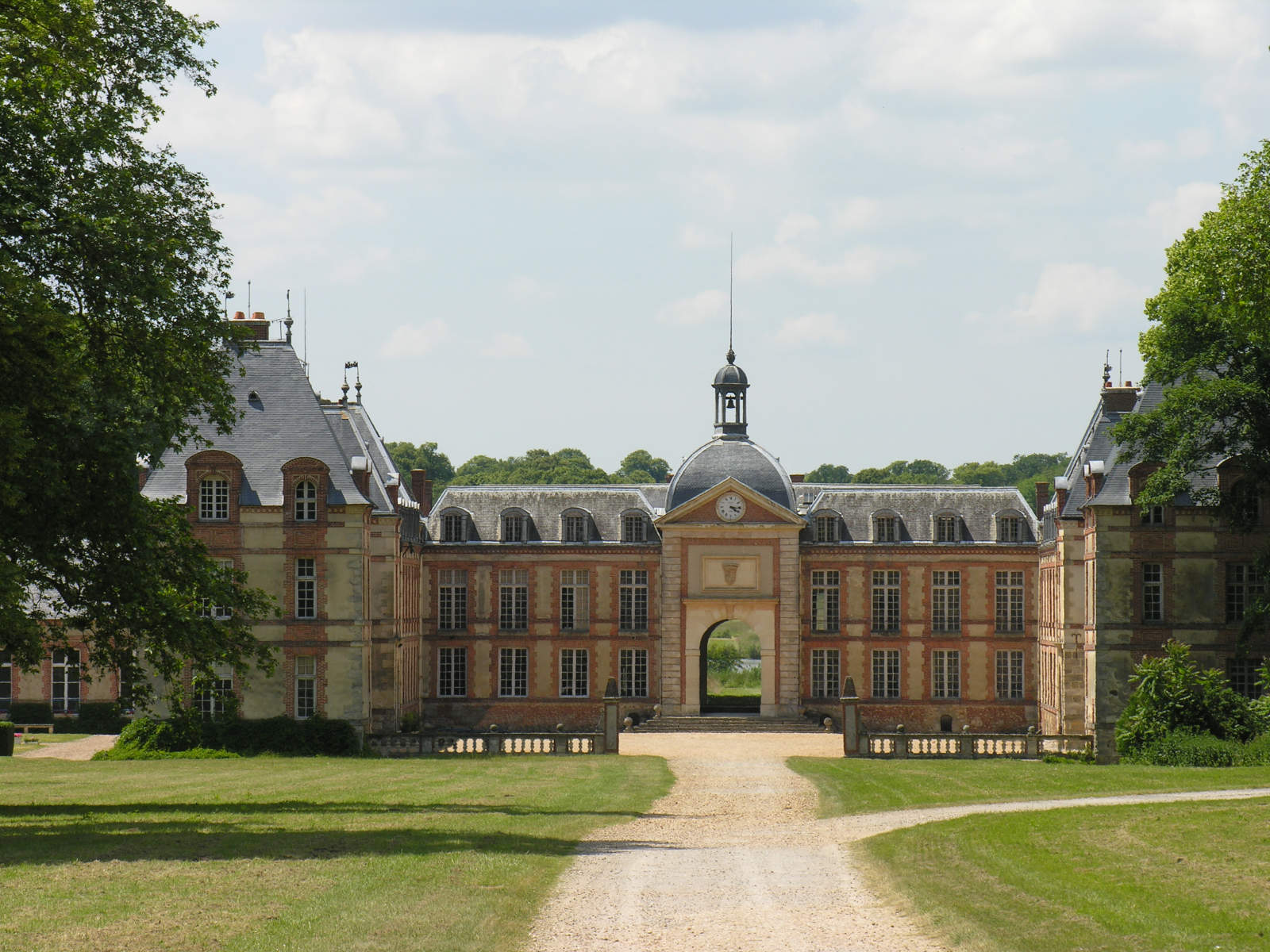
Vue est du château.

Le château édifié autour du milieu du XVIIe siècle selon le plan français traditionnel « en U », comportant un corps de logis central « en fond de cour » encadré de deux ailes en retour, entouré de douves.
Le corps de logis comporte une galerie, probablement construite entre 1598 et 1609, mettant en communication les deux ailes, disposition inhabituelle – où le corps central ne sert que de liaison – qui rappelle celle du château d'Écouen, et est probablement le fruit des étapes successives de la construction.
Ce corps central a été reconstruit en 1738 et remanié à la fin du XIXe siècle par Boeswillwalld, qui l'a doublé en profondeur côté jardins. Les ailes se composent de trois pavillons réunis par des corps allongés. Elles sont construites en brique et pierre, la brique étant utilisée en appareillage, selon une technique qu'on trouve également au château de Grosbois et au château des Mesnuls. Il est possible que les principaux appartements fussent autrefois dans l'aile gauche, et des communs dans l'aile droite.
Devant le pavillon central de l'aile droite, un pont enjambait le fossé pour donner accès à la basse-cour; les écuries et les importants communs ont été construits au début du XVIIIe siècle, probablement par le frère Romain.
La chapelle se trouvait dans l'aile gauche, accessible par une galerie en rez-de-chaussée dans l'alignement du corps de logis qui en 1703 fut remplacée par un salon octogonal sans doute dû au frère Romain, mais les Dreyfus en utilisaient une autre selon le témoignage de Pringué.
La galerie qui y conduit date de 1653 ; cet ensemble galerie-salon a été reproduit symétriquement dans l'aile droite par Boeswillwald.
Deux huiles sur toile peintes par Pierre-Denis Martin représentent le château vers le début du XVIIIe siècle, vu de chacun de ses deux côtés. Elles montrent la cour d'honneur fermée par une grille en fer forgé, précédée par une avant-cour, fermée par une autre grille en fer forgé ; la façade sur parc précédée de parterres, prolongés par une pièce d'eau. L'ensemble s'insérait dans une longue perspective, plantée d'alignements d'arbres dans le prolongement de chacune des deux façades principales. Elles furent vendues 212 500 euros par Sotheby's-Paris le 19 novembre 2019, ainsi qu'un plan aquarellé du XVIIIe siècle, représentant le château et son parc, vendu 8 125 euros.

« (...) Venant de Paris, l'arrivée en vue du château est un vrai plaisir tant la perspective est harmonieuse. Une route en forte pente, bordée de hauts talus plantés d'arbres, conduit directement à ce bel édifice de brique et de pierre posé sur une vaste plaine. La perspective inverse n'est pas moins heureuse lorsque le passant s'arrête devant les grilles du château faisant face à la montée (...). Les divers chemins et routes qui y aboutissent forme une patte d'oie. »

### Protection
L'édifice, une partie de son décor intérieur, ses dépendances, sa grille d'entrée, son parc, sont classés au titre des monuments historiques depuis un arrêté du 14 décembre 1979,.
Un arrêté d'inscription du 19 août 2021 vient protéger d'autres éléments, à la fois à l'intérieur du château (escalier de l'aile Sud, les deux salons en enfilade au rez-de-chaussée de l'aile Sud) et des bâtiments annexes (la chapelle, le jardin d'hiver, la maison du gardien, la maison du pêcheur, la maison du jardinier et de l'orangerie).

## Cinéma et télévision
Le château a servi de lieu de tournage pour plusieurs films et téléfilms, notamment :
- 1958 : À Paris tous les deux de Gerd Oswald
- 1965 : Les Baratineurs de Francis Rigaud
- 1997 : Le Bossu de Philippe de Broca
- 2006 : Marie-Antoinette de Sofia Coppola
- 2007 : Darling de Christine Carrière
- 2008 : Le Malade imaginaire téléfilm de Christian de Chalonge

## Pour approfondir

### Pages connexes
- Liste des monuments historiques des Yvelines (sud)
- Maison Phélypeaux
- Famille d'Osmond
- Château de Neudeck